# サターンミュージックスクール
『サターンミュージックスクール』は、セガサターンのゲームタイトル。
1997年8月8日、ワカ製作所から発売。20曲を収録。
セガサターンと市販のMIDIキーボードを使用して、ピアノ、キーボードの練習やDTMができる。

## 収録曲
- シング
- 別れの曲
- サウンド オブ サイレンス
- ブレードランナー
- 星に願いを
- クリスマス･イブ
- 島唄
- 残酷な天使のテーゼ
- アウトラン
- ロビンソン
- サムデイ
- まちぶせ
- 戦場のメリークリスマス
- ルパン三世
- in the moon
- Without you
- Fly me to the moon
- Sir Duke
- What's Gling on
- Smoke on the Water